# Diazepam
Diazepam (C16H13ClN2O) (cunoscut pe larg în Statele Unite sub denumirea comercială Valium), este un medicament din categoria benzodiazepinelor cu efect anxiolitic. Este utilizat pentru tratarea a o serie de afecțiuni, printre care tulburarea de anxietate, sindromul de abstinență alcoolică, sindromul de abstinență la benzodiazepine, spasmele musculare, crizele epileptice, insomnia și sindromul Wittmaack-Ekbom. Poate fi utilizat pentru inducerea amneziei în cadrul anumitor proceduri medicale. Poate fi administrat pe care orală, intrarectală sau parenterală (în mușchi sau în sânge). Fiind administrat în sânge, efectul începe a fi observat în decurs de cinci minute și durează până la o oră. Administrat pe cale orală, este nevoie de aproximativ  40 de minute pentru apariția primelor efecte.
Mecanismul de funcționare constă în sporirea efectului neurotransmițătorului denumit acid gamma-aminobutiric (GABA). Benzodiazepinele au o toxicitate relativ mică în cazurile de supradoză.
Se află pe lista medicamentelor esențiale ale Organizației Mondiale a Sănătății.

## Istoric
Diazepamul a fost sintetizat pentru prima dată de Leo Sternbach și fabricat în premieră de Hoffmann-La Roche în 1963. Este unul din cele mai prescrise medicamente în lume încă de la lansarea sa pe piață. Între anii 1968–1982, a fost cel mai bine vândut medicament în Statele Unite, cu două miliarde de pastile vândute în 1978. Patentul a expirat în 1985, moment în care piața a fost inundată de peste 500 de brand-uri.

## Efecte secundare
Printre efectele secundare provocate de obicei de diazepam se numără somnolența și problemele de coordonare. Cazuri în care efectele secundare sunt mai puternice de atât sunt puțin frecvente. Acestea din urmă includ tendința de suicid, respirația îngreunată și riscul sporit de spasme în cazul bolnavilor de epilepsie. De asemenea, poate induce stări de agitație. Consumul de diazepam pe termen lung poate induce toleranță și dependență. Încetarea imediată a administrării de diazepam poate fi periculoasă, rezultând în apariția unor probleme cognitive care se pot manifesta pe o perioadă de șase luni sau chiar mai mult. Medicamentul nu este recomandat în timpul sarcinii și alăptării.